# Kohlbachtal und angrenzende Gebiete
Das Naturschutzgebiet Kohlbachtal und angrenzende Gebiete liegt auf dem Gebiet der Stadt Oberderdingen sowie der Gemeinden Sulzfeld (Baden) und Zaisenhausen im Landkreis Karlsruhe in Baden-Württemberg. Das aus elf Teilflächen bestehende Gebiet erstreckt sich nordöstlich und südwestlich des Kernortes Zaisenhausen entlang der B 293.

## Bedeutung
Für Oberderdingen, Sulzfeld und Zaisenhausen ist seit dem 6. Mai 1991 ein 138,6 ha großes Gebiet unter der Kenn-Nummer 2.142 als Naturschutzgebiet ausgewiesen. Es handelt sich um einen Teil der „Kraichgaulandschaft mit typischen Halbtrockenrasen, Streuobstwiesen, Feuchtwiesen, Hohlwegen und Auewäldern.“